# ГЕС Мускрат-Фолс
ГЕС Мускрат-Фолс – гідроелектростанція, що споруджується на канадському півострові Лабрадор у провінції Ньюфаундленд і Лабрадор. Знаходячись після ГЕС Черчилл-Фолс, становитиме нижній ступінь каскаду на річці Черчилл, котра впадає до Атлантичного океану на східному узбережжі півострова. При цьому в подальшому у межах того ж проекту Ловер-Черчилл між Черчилл-Фолс та Мускрат-Фолс планується звести потужну ГЕС Gull Island з показником 2250 МВт.
В межах проекту річку перекриють бетонною греблею із двох частин, розділених машинним залом. Її південна ділянка матиме висоту 29 метрів при довжині 325 метрів, а північна – висоту 32 метри при довжині 432 метри. Остання прилягатиме до природної греблі North Spur, котра буде підсилена. Разом вони утримуватимуть витягнуте по долині річки на 59 км водосховище з площею поверхні 101 км2, в якому припускатиметься коливання рівня в діапазоні ліше 0,5 метра.
Основне обладнання станції становитимуть п’ять турбін типу Каплан загальною потужністю 824 МВт, які при напорі у 386 метрів забезпечуватимуть виробництво 4,9 млрд кВт-год електроенергії на рік. 
Для видачі продукції спорудять лінію прямого струму великої напруги (HVDC) за проектом Labrador-Island Transmission Link (450 кВ), котра перетинатиме протоку шириною 30 км та подаватиме електроенергію на острів Ньюфаундленд. Крім того, Мускрат-Фоллс та Gull Island з’єднають ЛЕП, розрахованою на роботу під напругою 230 кВ.
Спорудження станції посувалось з певними затримками, проте станом 2017 рік рівень будівельної готовності досяг 78%.